# Cesare Perdisa
Cesare Perdisa (n. 21 octombrie 1932 – d. 10 mai 1998) a fost un pilot italian de Formula 1 care a evoluat în Campionatul Mondial între anii 1955 și 1957.